# Apocryptus flavicrus
Apocryptus flavicrus är en stekelart som beskrevs av Gupta 1983. Apocryptus flavicrus ingår i släktet Apocryptus och familjen brokparasitsteklar. Inga underarter finns listade i Catalogue of Life.